# Ferrocarril en México

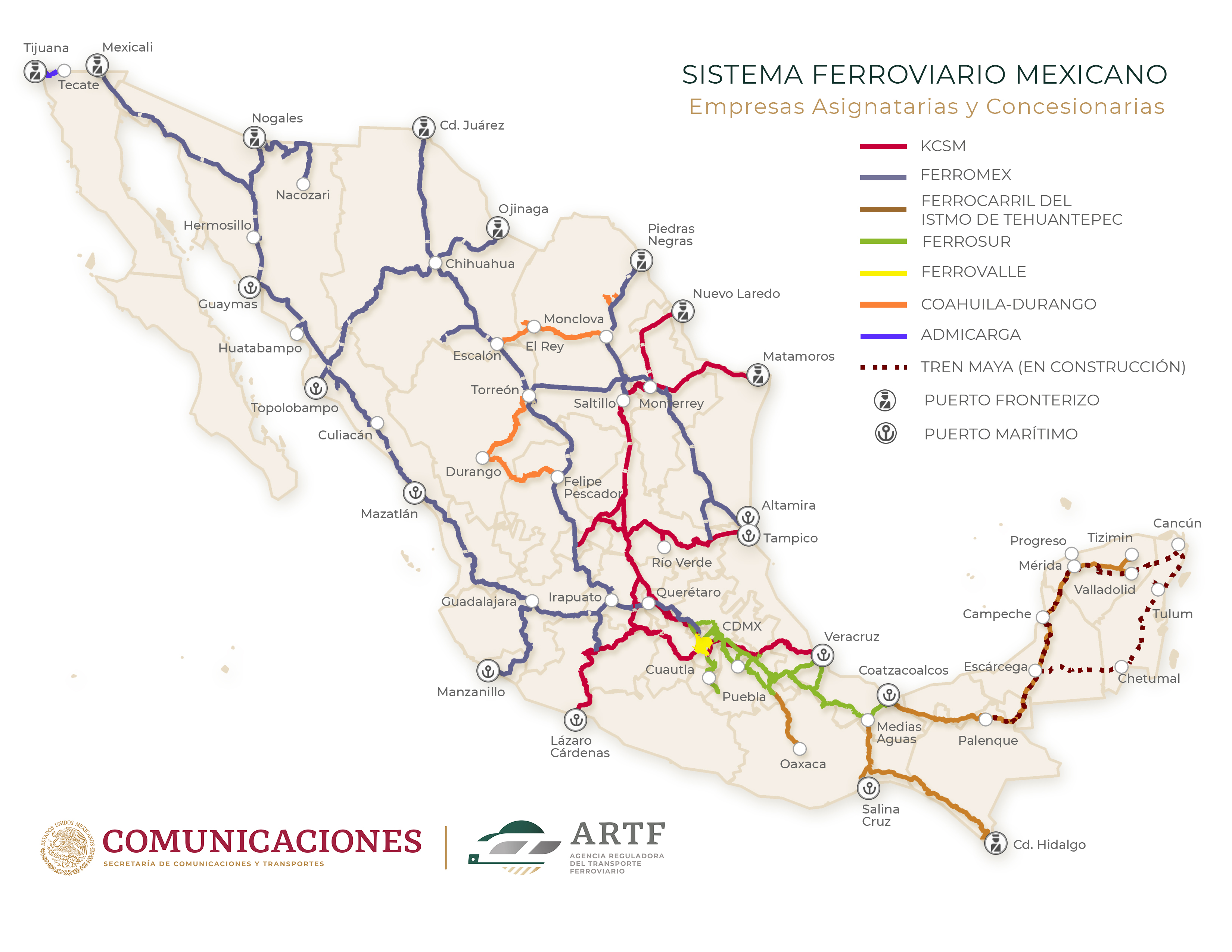
Sistema ferroviario de México en 2020.

El transporte ferroviario en México consiste tanto en trenes de carga concesionados al sector privado, como trenes de pasajeros por parte del gobierno. La red tiene una extensión mayor a los 26 mil kilómetros conectando los principales centros industriales con los puertos marítimos y conexiones fronterizas al extranjero.
Los trenes de pasajeros (entendidos como trenes de larga distancia, regionales y de cercanías) fueron muy populares en el país desde el Porfiriato hasta 1997, cuando Ferrocarriles Nacionales de México suspendió definitivamente el servicio y quedaron limitados a trenes turísticos. Sería en 2008 cuando se inauguró el primer tren de cercanías en el país el Tren Suburbano, entre la Ciudad de México y el Estado de México.
En 2023 se restablecería el sistema de trenes de pasajeros en el país, con la inauguración del tren El Insurgente y el Tren Maya. 
En cuanto al metro, en el país, actualmente hay tres ciudades con sus áreas metropolitanas respectivas que cuentan con dicho sistema: 
- el Sistema de Transporte Colectivo de la Ciudad de México(inaugurado en el año de 1969)

- el Sistema de Tren Eléctrico Urbano de Guadalajara (inaugurado en el año de 1989)

- el Metrorrey de Monterrey (inaugurado en el año de 1991).

## Historia

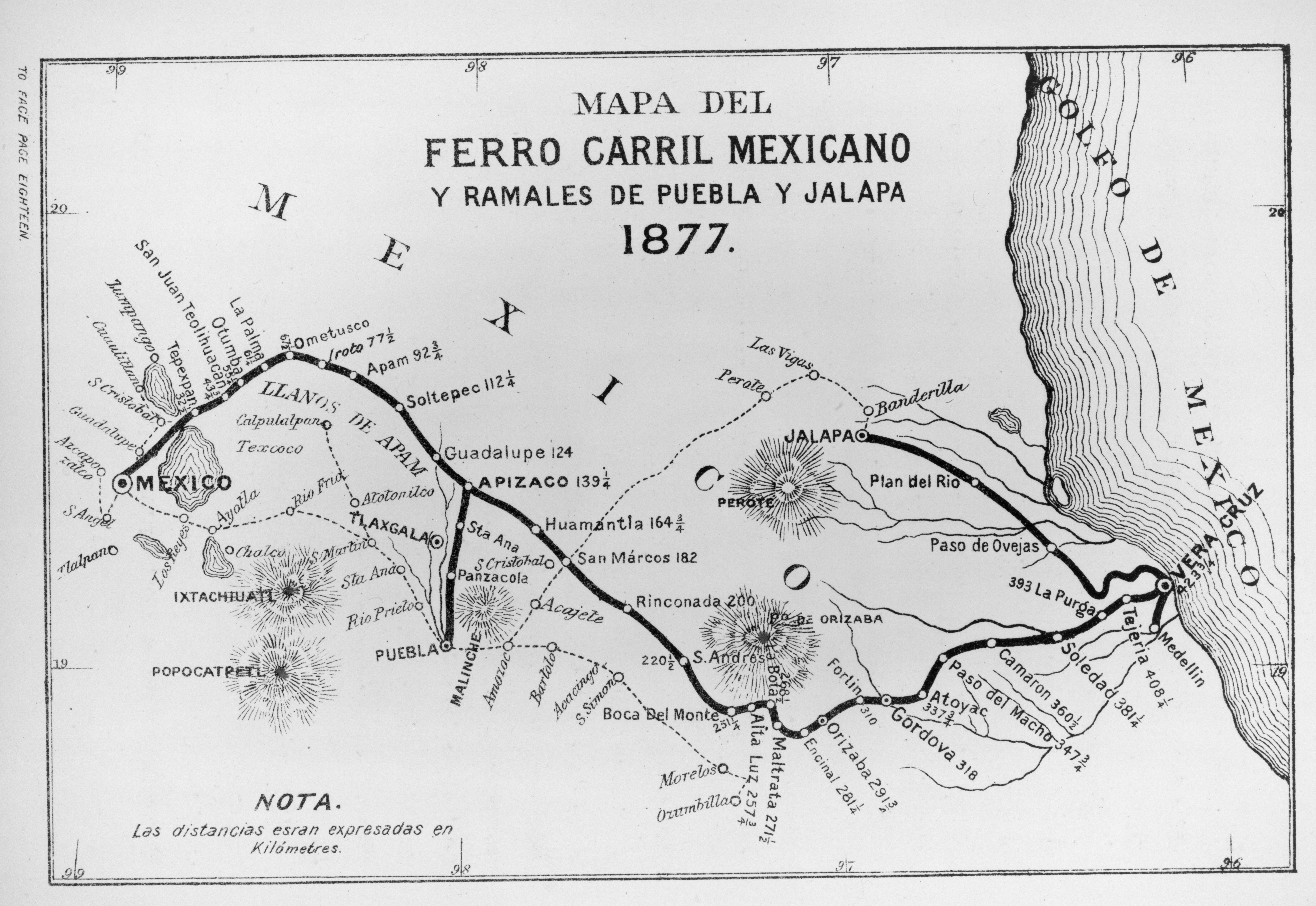
Mapa de México con la primera línea de ferrocarril entre Veracruz y Ciudad de México.

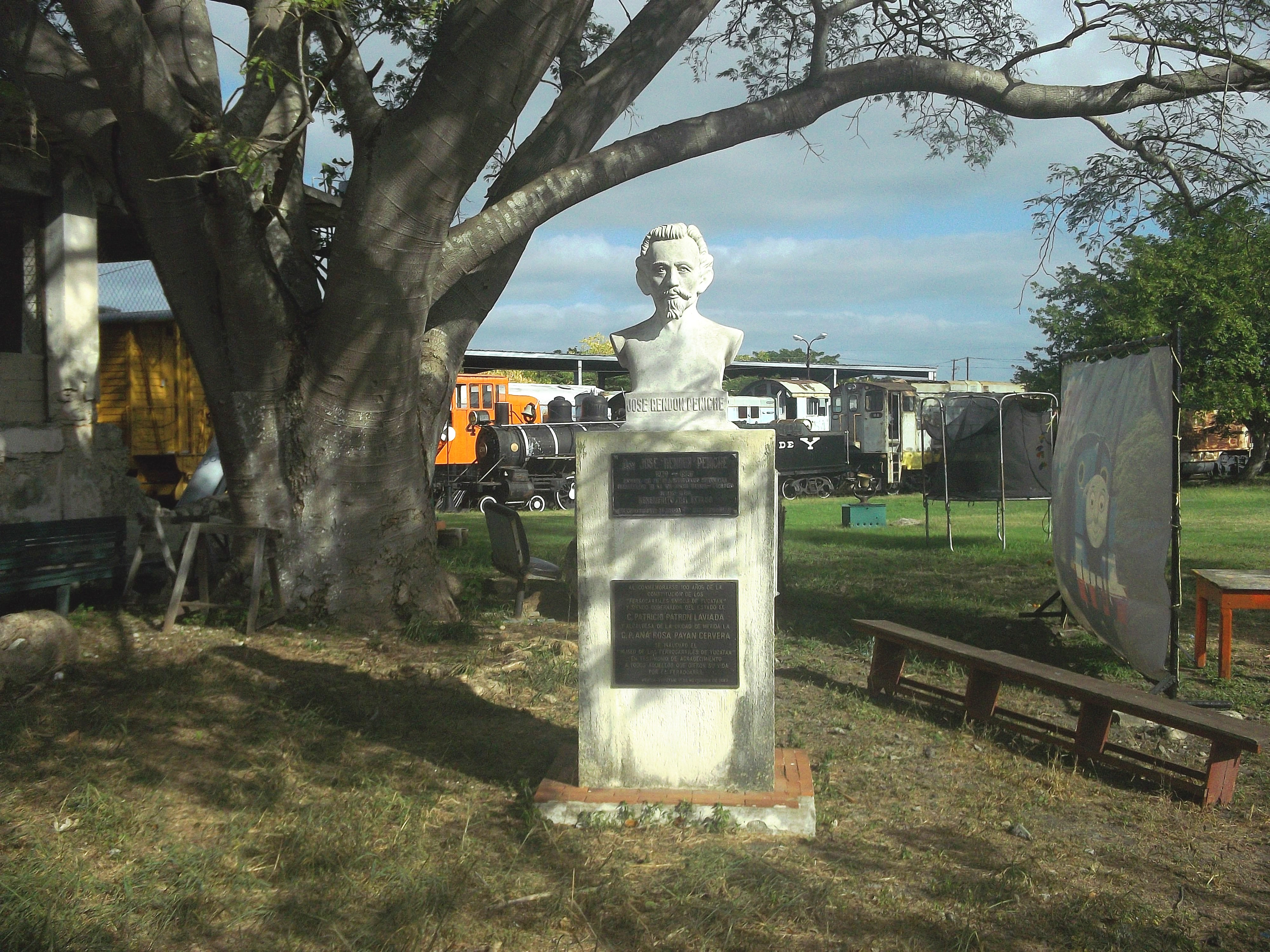
José Rendón Peniche, quien trabajó en la construcción y luego tuvo a su cargo la dirección general del primer ferrocarril en Yucatán (ruta Mérida-Progreso).

### Construcción
La historia del ferrocarril en México comenzó en 1837, por el decreto del presidente en curso, Anastasio Bustamante otorgó la primera concesión a Francisco de Arrillaga para la construcción de la línea férrea de Veracruz a la Ciudad de México (denominándose posteriormente Ferrocarril Mexicano hasta el año de 1848) estableciéndose los siguientes artículos:
1. Un término de protección de unos treinta años a partir de la obra.
2. Plazo máximo de 12 años de construcción.
3. Quedaban exentos de pago de impuestos las máquinas y los renglones exentos en el nuevo arancel.
4. A partir del año de construcción la empresa constructora debía de pagar 50 mil pesos hasta completar un millón.
5. Las tarifas de transporte no podrían variarse ni siquiera pasando los 3 años del privilegio.
6. Mientras existiese el ferrocarril, la empresa quedaba obligada a conducir gratuitamente la correspondencia.
7. El camino de hierro entre Veracruz y la capital tendría caminos dobles.
8. La empresa tendría siempre la propiedad de las líneas.

El ferrocarril que iba a construirse debía de conectar el puerto de Veracruz con el Golfo de México y la Ciudad de México. Sin embargo, el ferrocarril no se construyó debido a la muerte del comerciante Arrillaga tres años después.  
Por medio del decreto de Antonio López de Santa Anna el 31 de mayo de 1842, impuso a los acreedores de la construcción de la carretera de Perote a Veracruz, la obligación de construir un ferrocarril que partiera de la ciudad de Veracruz hasta el río de San Juan, los trabajos no se avanzaron, quedando tan solo la construcción de 7 kilómetros en casi 6 años. Después de la invasión norteamericana sufrida en el año de 1848, a mediados de este año se reanudaron los trabajos de la construcción del ferrocarril rumbo al río San Juan, concluidos solamente hasta El Molino, con una extensión de 6.6 kilómetros, inaugurado el 16 de septiembre de 1850 con la distancia de 13.6 kilómetros. También en este mismo año Santa Anna otorgó otra concesión a favor de Laurie Rickards para complementar su sueño de la línea del ferrocarril de Veracruz a la Ciudad de México, quedando de nueva cuenta frustrado.  
Cinco años después Santa Anna decretó otra concesión ahora a los Hermanos Masso para la construcción del Ferrocarril de San Juan Veracruz hacia Acapulco pasando por la Ciudad de México, empezando la construcción en el año de 1856 de México hacia el rumbo de Veracruz, además de la creación de un fondo consolidado de $8,000,000.00. En el año de 1857 los Hermanos Masso decidieron vender su concesión a Manuel Escandón y Antonio Escandón. los Escandón obtuvieron la ayuda de Ignacio Comonfort ofreciéndoles un subsidió por varios millones de pesos a cabo de que cumplieran con el plazo estimado para la terminación de la vía férrea (10 años), no vender la empresa al capital extranjero, la construcción de penitenciarías y casa para inválidos.
En el año de 1857 se realizó un proyecto de una ruta de Orizaba hacía Maltrata explorado y propuesto por los ingenieros Andres H. Talcott y Pascual Almazán, iniciando la construcción hasta el año de 1864. Para el año de 1861 estando como presidente Benito Juárez otorgó otra concesión a los Hermanos Escandón para una Línea de Veracruz al Pacífico con un ramal a Puebla, ese año marcó el principio de la construcción el tramo del ferrocarril de Veracruz a Paso del Macho subsidiado por dos compañías de los hermanos Escandón ubicados en los estados de Veracruz y Orizaba donde los trabajos de la Tejería a La Soledad comenzaron a realizarse.  
Con la invasión francesa se destruyeron parte de las vías férreas, quedando como opción la realización de un pacto con los soldados franceses (suministrados económicamente por el gobierno de Napoleón III) y las dos empresas de los Hermanos Escandón, las reglas fueron que el ejército francés subsidió a las compañías la cantidad de 120 000 francos mensualmente para las obras, mientras que las compañías debía de establecer el servicio público de Veracruz a la Soledad para el mes de mayo, quedando concluido hasta el 15 de agosto de 1862, quedando en operación 41 kilómetros de vías, para el año de 1858 llegó hasta la estación de Camarón, contando con una longitud de 62 kilómetros que fue puesto oficialmente en servicio el 16 de octubre de 1864, dos años después llegó a Paso del Macho siendo un total de 76 kilómetros. 

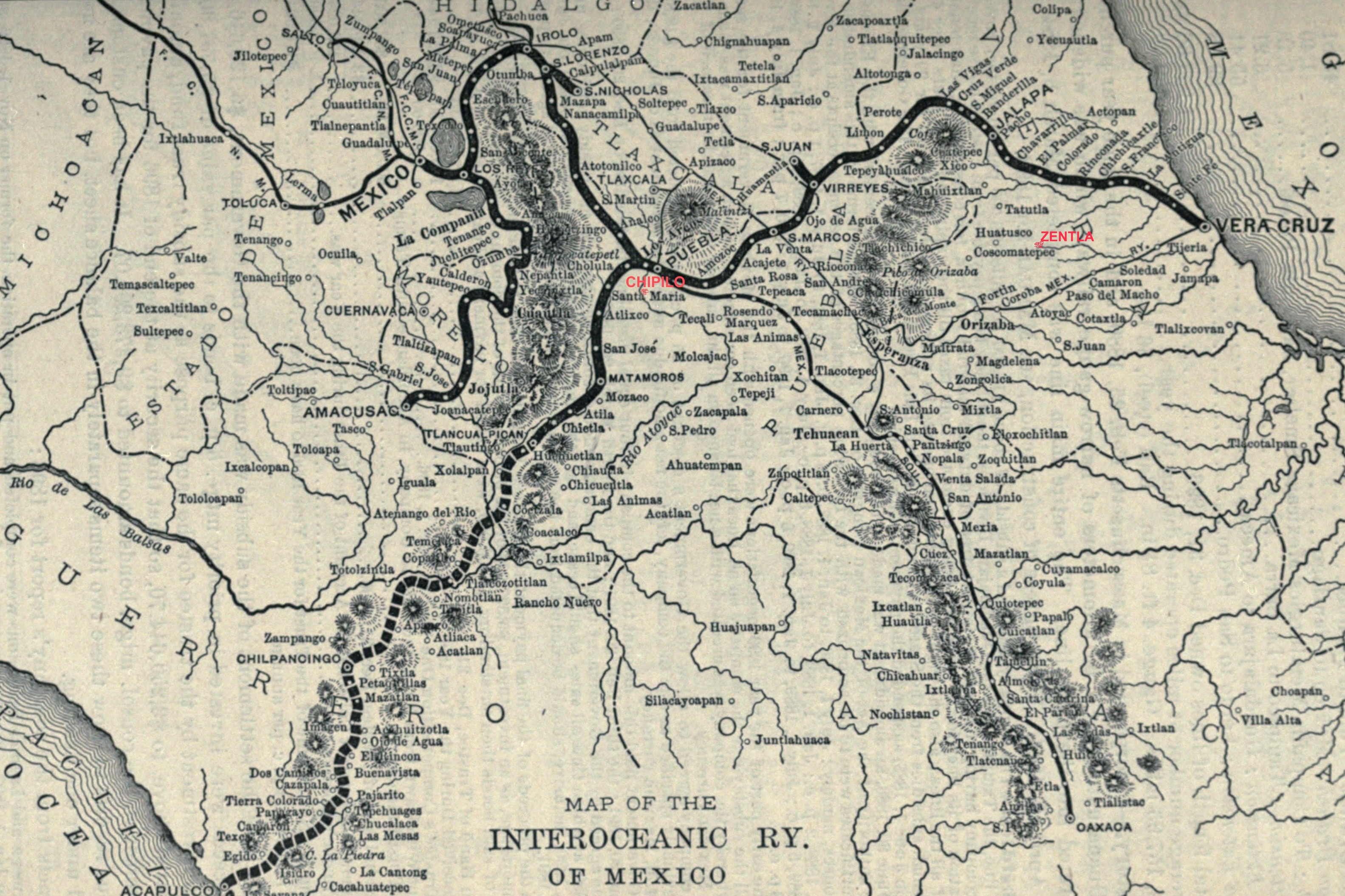
Mapa de 1897 del proyectado ferrocarril interoceánico

Maximiliano I de México contrató al ingeniero M Lyons para la construcción del ferrocarril de La Soledad al Monte del Chiquihuite, anexándose posteriormente a la Línea de Veracruz a Paso del Macho. Asimismo Antonio Escandón traspasó su empresa ferrocarrilera a la Compañía de Ferrocarril Imperial Mexicano teniendo todo el apoyo tanto de Maximiliano I de México como del ejército francés. Concluido el periodo del Segundo Imperio, el 27 de noviembre de 1867 de nueva cuenta Benito Juárez volvió a conceder el privilegio del ferrocarril Veracruz-México vía Orizaba para los hermanos Escandón, quedando concluida a finales del año de 1872 e inaugurado el 1 de enero de 1873 por Sebastián Lerdo de Tejada y el gobernador del estado de Veracruz Francisco Hernández. el Ferrocarril Mexicano fue la primera vía férrea que corrió en el país, se realizaron festejos en las estaciones de Orizaba y Veracruz por tres días. La Estaciones que quedaron como principias de la línea del Ferrocarril Mexicano fueron Veracruz, Tejería, La Soledad, Camarón, La Purga (a partir de 1900 dejó de ser estación), Paso del Macho, Córdoba, Orizaba, Maltrata.  
Durante el periodo de Porfirio Díaz se empezaron a construir nuevas estaciones ampliando más la vía férrea, las estaciones que se iniciaron a construir después de 1880 fueron las de Potrero, Fortín, Río Blanco, Nogales y Santa Rosa. En los primeros años del régimen de Porfirio Díaz se impulsó una campaña de construcción ferroviaria en nuestro país basada con recursos de los estados federales y de los capitales locales con el apoyo del Estado. Los resultados no fueron los esperados pues de treinta contratos firmados apenas y se logró establecer una extensión de 250 kilómetros de vías férreas. A pesar de ello, El Presidente Lerdo, y aún más su sucesor, Porfirio Díaz lograron el desarrollo ferroviario con concesiones generosas que incluían subvenciones públicas para la construcción de las líneas ya que al comenzar la presidencia de Díaz había un total de 669.49 kilómetros de ferrovía en servicio en México. Al final de su segundo mandato en 1910, México contaba con más de 24,719.46 kilómetros de ferrovía en servicio, en su mayoría construidas por inversionistas estadounidenses, británicos y franceses.
El nacionalismo creciente en México llevó a la administración de Díaz a poner la mayor parte de los ferrocarriles de la nación bajo control nacional a través de un plan elaborado por su secretario de Hacienda, José Yves Limantour. El plan, ejecutado en 1909, creó una nueva corporación paraestatal, Ferrocarriles Nacionales de México (FNM), para ejercer control sobre las líneas de ferrocarril principales a través de mayorías accionistas en las empresas.
Los ferrocarriles se convirtieron para México, como un símbolo de progreso, modernización y oligarquía porfiriana, sin embargo, cuando estalló la Revolución Mexicana los trenes se vieron profundamente afectados en su funcionamiento, pues fueron utilizados por los distintos bandos en conflicto con fines militares. 

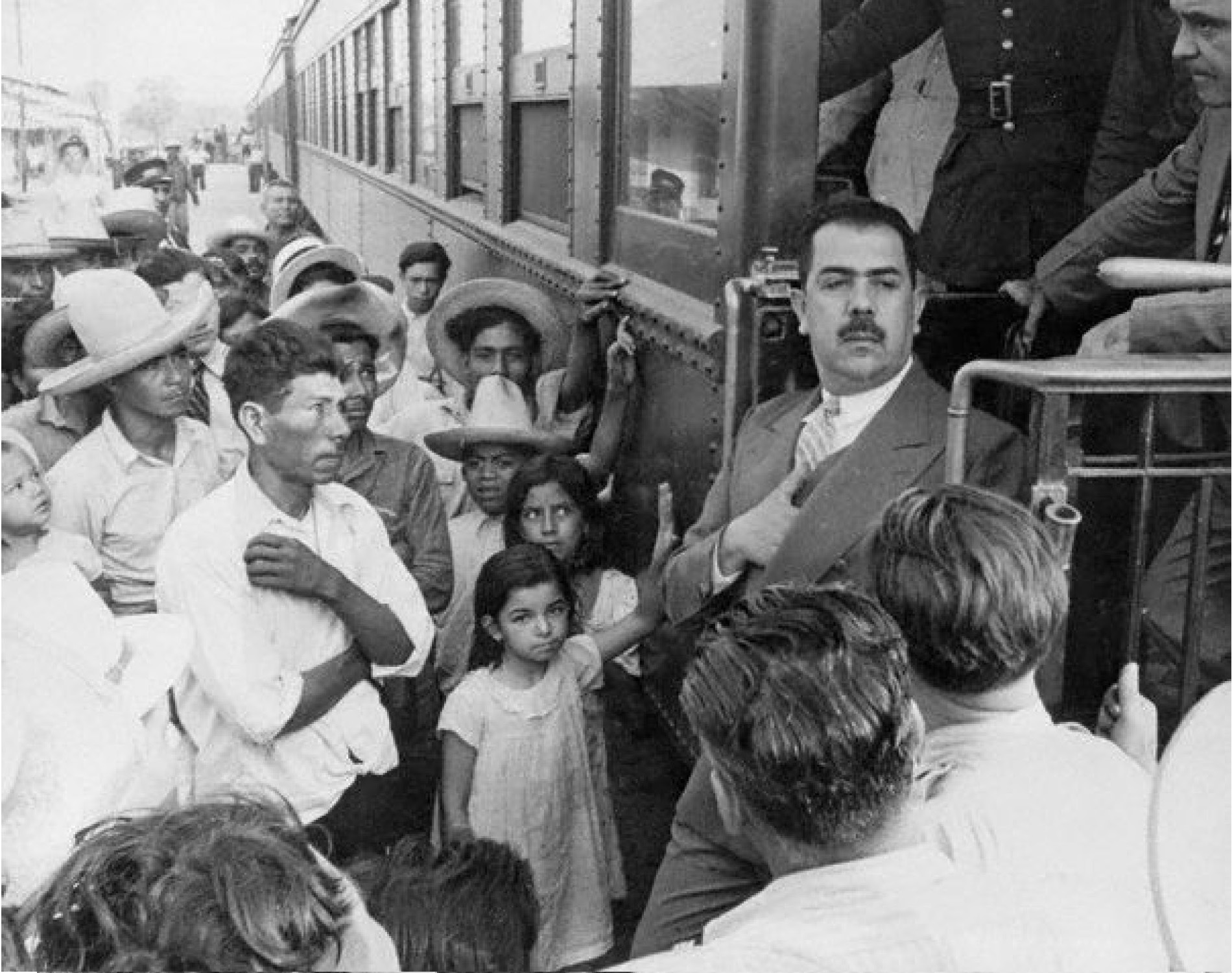
Nacionalización de ferrocarriles extranjeros por el presidente Cárdenas en 1937

### Nacionalización
El sistema ferroviario sufrió gran deterioro durante el período de la Revolución mexicana, a causa de su abandono y falta de mantenimiento. Tras concluir notoriamente las hostilidades entre los líderes revolucionarios, antagónicos entre sí, el sistema ferroviario estadounidense en México empezó a ser expropiado en 1929 y hasta 1937 cuando el presidente Cárdenas decretó la nacionalización de la Red Ferroviaria. Un hecho importante fue el cambio de ancho de vía que se dio desde el inicio del sexenio del presidente  Alemán  que consistió en el cambio de rieles de 112 libras sustituyendo el anterior de 110. Con este cambio se dio una mejoría económica inmediata, descongestionamiento de terminales, fluidez en el tráfico y mayor rapidez en la carga de mercancías y abordaje de pasajeros, como se demostró en el cambio del ancho de vía en las líneas México-Nuevo Laredo, la San Luis Potosí-Tampico, la Monterrey-Tampico, la México-Veracruz, la México-Acámbaro y la México-Puebla-Oaxaca, líneas en las que aumentó el volumen de carga manejada. En 1987, el presidente De la Madrid fusionó las cinco empresas ferroviarias regionales —entre ellas, Ferrocarril del Pacífico— junto con Ferrocarriles Nacionales de México. La paraestatal Ferronales habría acumulado un déficit operativo de $552 millones de dólares (37 % de su presupuesto de funcionamiento) hacia 1991; no obstante, el presidente Salinas fue el último en apoyar a la paratestatal mediante la construcción desde 1989 del Tren Eléctrico de Pasajeros México-Querétaro y hasta su puesta en servicio durante el último año de presidencia salinista (1994). La competencia con otros modos de transporte de carga, tales como los camiones por carretera y los buques por mar, disminuyó la cuota de transporte ferroviario, principalmente de carga pesada, en alrededor del 9 % aproximadamente la mitad de la cuota que tenía la paraestatal una década antes.

### Privatización
Habiendo finalizado la Segunda Guerra Mundial, hubo importantes inversiones en compra de locomotoras y carros así como en expansión de la red nacional de ferrovías; el tráfico de carga incrementó junto con enormes subsidios y endeudamiento público. En 1995, el presidente Zedillo reforma el párrafo IV en el Artículo 28 de la Constitución Mexicana y, continuando el proceso de privatización masiva de para-estatales iniciada por sus antecesores en el cargo, privatizó Ferronales no sin antes cancelar en 1996 el Tren México-Querétaro (inaugurado por Salinas poco menos de dos años atrás) y haber vendido su parque vehicular hacia el extranjero. Con dicha modificación constitucional, el transporte ferroviario dejó de ser área estratégica del Estado, para permitir la participación social y privada en dicha actividad.
Tras anunciar alternativas de apertura al sector privado, la SCT tomó la decisión de adoptar el modelo de segmentación regional de la red, para ser operada por empresas privadas integradas verticalmente. Las concesiones se otorgaron en primera instancia a Grupo México, consorcio minero propietario de Ferromex, S.A. y después a "empresas públicas regionales" en las que se subdividió Ferronales, para luego vender las acciones representativas de las mismas al sector privado. El patrimonio a licitar estuvo formado por el título de concesión para prestar servicio público de transporte ferroviario, y las locomotoras, equipo de arrastre y bienes necesarios para la operación. Según la Ley Reglamentaria del Servicio Ferroviario, el Estado debe mantener en todo momento el dominio sobre las vías generales de comunicación. Por esa razón la infraestructura y el derecho de vía se reintegraran a la Nación en buen estado operativo al término de las concesiones (aproximadamente 50 años a partir de 1998).
Algunas ventajas de la privatización han sido, por ejemplo, la renovación de ferrovías y expansión de la red nacional; pasando de 20 mil kilómetros en 1998, a más de 26 mil kilómetros en 2007. Entre 1995 y 2010 el volumen movilizado prácticamente se duplicó al pasar de 37,600 millones de toneladas-kilómetro a 78,800 millones de toneladas-kilómetro, incrementándose al 5.1% anual en promedio. El transporte ferroviario de mercancías creció en ese lapso en mayor proporción que la economía en su conjunto y que el transporte carretero de carga. Después de más de cincuenta años de ir en declive, la participación del ferrocarril en el mercado de transporte terrestre, a partir de su privatización, registró una notable recuperación, al pasar del 19% en 1995, al 25% en 2010.

### Intentos de Reactivación
En 2006, la Secretaría de Comunicaciones y Transportes de México propuso un enlace ferroviario de alta velocidad que transportaría a sus pasajeros desde la Ciudad de México a Guadalajara, Jalisco, con paradas en las ciudades de Querétaro, Guanajuato, León e Irapuato; y una línea conectada que iría desde la ciudad portuaria de Manzanillo hasta Aguascalientes. El tren viajaría a 300 km/h, y permitiría a los pasajeros viajar de la Ciudad de México a Guadalajara en solo 2 horas a un precio accesible (el mismo viaje por carretera duraría 7 horas). La red también estaría conectada a Monterrey, Chilpancingo, Cuernavaca, Toluca, Puebla, Tijuana, Hermosillo, Córdoba, Veracruz, Oaxaca, Colima, Zacatecas, Torreón, Chihuahua, Puebla, San Luis Potosí, Mexicali, Saltillo y Acapulco para 2015. Se proyectó que todo el proyecto costaría 240 mil millones de pesos, o alrededor de 25 mil millones de dólares. El multimillonario mexicano Carlos Slim expresó interés en invertir en trenes de alta velocidad.
El presidente Enrique Peña Nieto propuso el regreso a los servicios de trenes interurbanos, los proyectos propuestos son el Tren Interurbano de Pasajeros Toluca-Valle de México (la construcción inició el 7 de julio de 2014), el Tren Transpeninsular Mérida-Punta Venado (Yucatán-Riviera Maya), el Tren de Alta Velocidad Ciudad de México - Santiago de Querétaro que iniciaría la construcción en octubre de 2014 y operará velocidades de hasta 300 km/h (con expansión a Guadalajara) y Puebla-Tlaxcala-Ciudad de México. El 3 de noviembre de 2014, China Railways Construction Corporation asociada con Prodemex, Teya y GHP ganó el contrato para construir el tren de alta velocidad Ciudad de México-Querétaro. El costo estimado será cercano a los 4.000 millones de dólares, estará terminado a finales de 2017 y estará en pleno funcionamiento en la primavera de 2018. Sin embargo, México canceló el contrato cuatro días después por dudas sobre el proceso de licitación. En 2015, México abrió una nueva licitación, que fue revocada nuevamente. Por lo tanto, México indemnizo a China Railway Construction Corporation con $1,31 millones.

### Reactivación del servicio de pasajeros
El presidente electo Andrés Manuel López Obrador anunció en septiembre de 2018 un plan de US$7.400 millones para construir un ferrocarril turístico y de carga en la península de Yucatán. El proyecto, denominado Tren Maya, comenzó a construirse en el 2020 y conectará Palenque con Cancún, proyecto que ha sido muy controvertido con los ambientalistas y activistas de derechos indígenas.
El 22 de febrero de 2022 el diputado de Morena Miguel Torruco Garza, presentó en la Cámara de Diputados una propuesta para reactivar el transporte ferroviario de pasajeros en México, su plan es modernizar el sistema ferroviario mexicano con un plan mixto de trenes de carga y pasajeros e interconectar a México con 11 rutas de pasajeros.
Entre ellas están:
| Nombre            | Extensión (km) |
| ----------------- | -------------- |
| Tren del Pacífico | 5300           |
| Tren Occidental   | 2250           |
| Tren Oriental     | 2000           |
| Tren Transversal  | 1200           |
| El Chepe          | 673            |
| Tren del Bajío    | 1500           |
| Tren del Centro   | 1300           |
| Tren del Golfo    | 1650           |
| Tren de Oaxaca    | 750            |
| Tren del Istmo    | 300            |
| Tren Maya         | 1550           |

El 20 de noviembre de 2023 el presidente Andrés Manuel López Obrador (AMLO) publica el decreto de reactivación de trenes de pasajeros en las siete rutas:
- Tren México-Veracruz-Coatzacoalcos,
- Tren Interurbano AIFA-Pachuca,
- Tren México-Querétaro-León-Aguascalientes,
- Tren Manzanillo-Colima-Guadalajara-Irapuato,
- México-San Luis Potosí-Monterrey-Nuevo Laredo,
- México-Querétaro-Guadalajara-Tepic-Mazatlán-Nogales,
- Aguascalientes-Chihuahua-Ciudad Juárez.

## Concesiones

### Carga
Los principales ferrocarriles de carga Clase I en México incluyen: 
- Ferromex (FXE)
- Canadian Pacific Kansas City (KCSM)

Los ferrocarriles de línea corta incluyen:
- Baja California Railroad (BJRR)
- Ferrocarril y Terminal del Valle de México (Ferrovalle)
- Ferrosur (FSRR)
- Línea Coahuila Durango (LFCD)
- Ferrocarril del Istmo de Tehuantepec (FIT)

### Pasajeros
Las líneas ferroviarias de pasajeros incluyen:
- El Chepe (Los Mochis-Chihuahua)

- Tren Suburbano (Buenavista-Cuautitlán)

- El Insurgente (Zinacantepec-Santa Fea, la ampliación del Vasco de Quiroga y Observatorio estarán abiertas al público en otoño de 2025.)

- Tren Maya (Palenque-Felipe Carrillo Puerto)

- Tren Interoceánico (Coatzacoalcos-Salina Cruz y Coatzacoalcos-Pakal Ná)

## Ferrocarril Chihuahua al Pacífico
El Ferrocarril Chihuahua-Pacífico, también conocido como Chepe, es una importante línea ferroviaria del noroeste de México; enlaza las ciudades de Chihuahua en el estado de Chihuahua y Los Mochis, en el estado de Sinaloa, en la costa del Océano Pacífico.

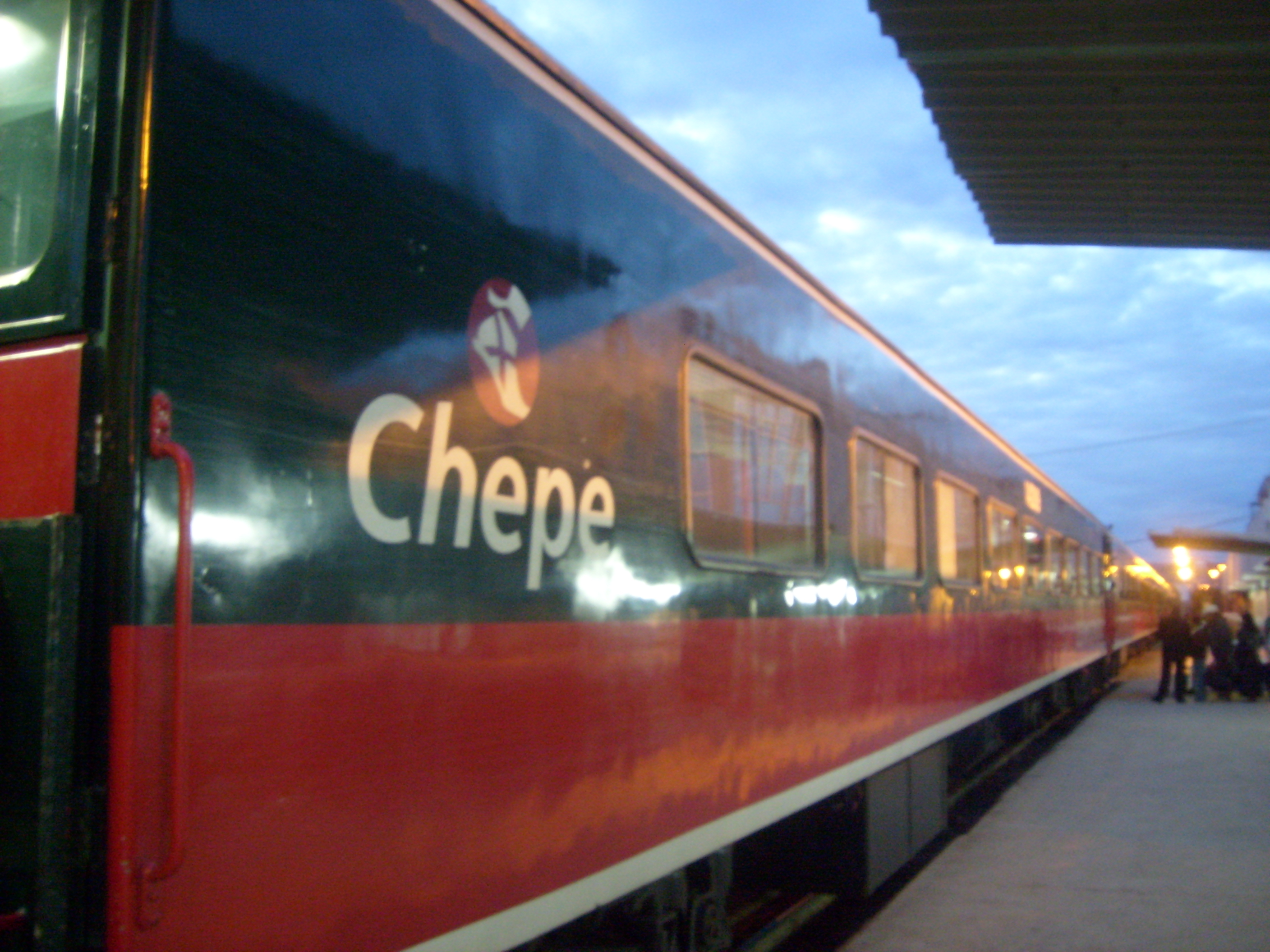
El Chepe a la hora de salida.

Recorre 673 km, atravesando las Barrancas del Cobre, una serie de cañones escarpados que han llevado a algunos a llamarlo el viaje en tren más panorámico del continente. Es a la vez un sistema de transporte importante para los lugareños y un atractivo para los turistas.
Las vías pasan por 37 puentes y 86 túneles, elevándose hasta 2400 m sobre el nivel del mar cerca de Divisadero (Divisoria continental de Américal), un mirador popular sobre los cañones. Cada viaje de ida dura aproximadamente 16 horas. La pista también se cruza sobre sí misma para ganar altura.
Las sedes a su vez estaban ubicadas en la Ciudad de México, Chihuahua y Los Mochis.

## Tren Tequila Express
El Tren Tequila Express es un servicio de tren de pasajeros regional mexicano que opera desde Guadalajara, Jalisco, hasta la destilería Sauza Tequila en el municipio de Tequila. El municipio de Tequila está ubicado aproximadamente a 40 kilómetros al noroeste de Guadalajara y 32 kilómetros al sureste del pueblo de Tequila, Jalisco. El servicio de tren se llama así porque cuenta con degustaciones de tequila y transporta a sus pasajeros a través de campos de agave azul hasta la destilería "La Perseverancia" en Tequila.

## Ferrocarril Suburbano de la Zona Metropolitana del Valle de México

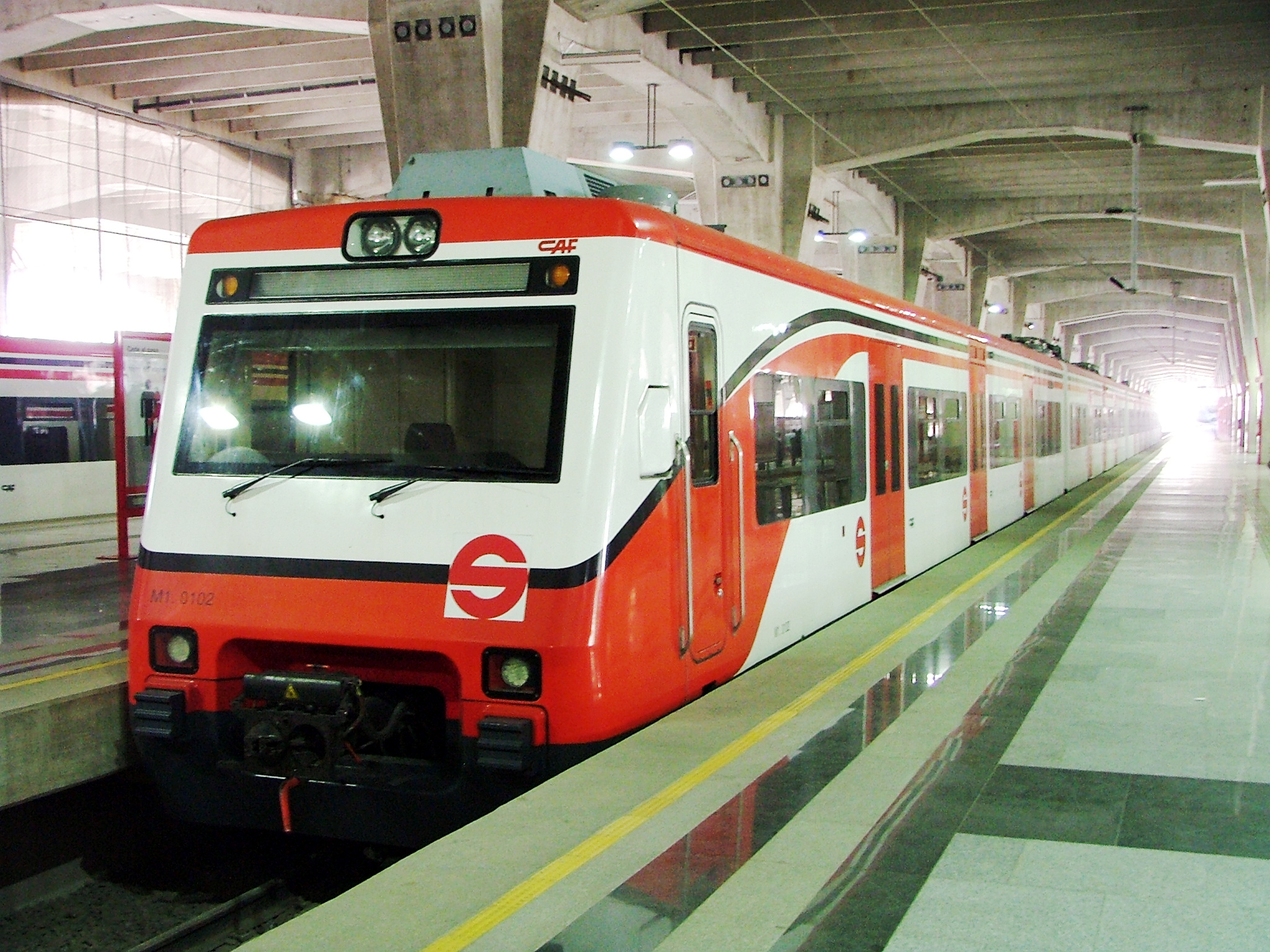
EMU en el interior de la estación Buenavista

El Ferrocarril Suburbano de la Zona Metropolitana del Valle de México o Tren Suburbano del Valle de México es el primer tren de cercanías construido en México. El sistema 1 de 27 kilómetros de longitud (Buenavista-Cuautitlán) fue inaugurado el 7 de mayo del 2008 por Felipe Calderón Hinojosa, presidente de México de 2006 a 2012.
Este sistema forma parte de un proyecto promovido, entre los años 2000 y 2012, por los entonces presidentes de México Vicente Fox Quesada y Felipe Calderón Hinojosa, que consideró tres sistemas con una longitud entre 242 y 245.9 kilómetros. Para lograr esta extensión, se consideró utilizar las vías férreas existentes y el derecho de vía propiedad del gobierno Federal en el Valle de México.Para su construcción fue necesaria la participación de los gobiernos Federal, del Distrito Federal (hoy Ciudad de México), del Estado de México y municipales de la Zona Metropolitana del Valle de México.

## El Insurgente

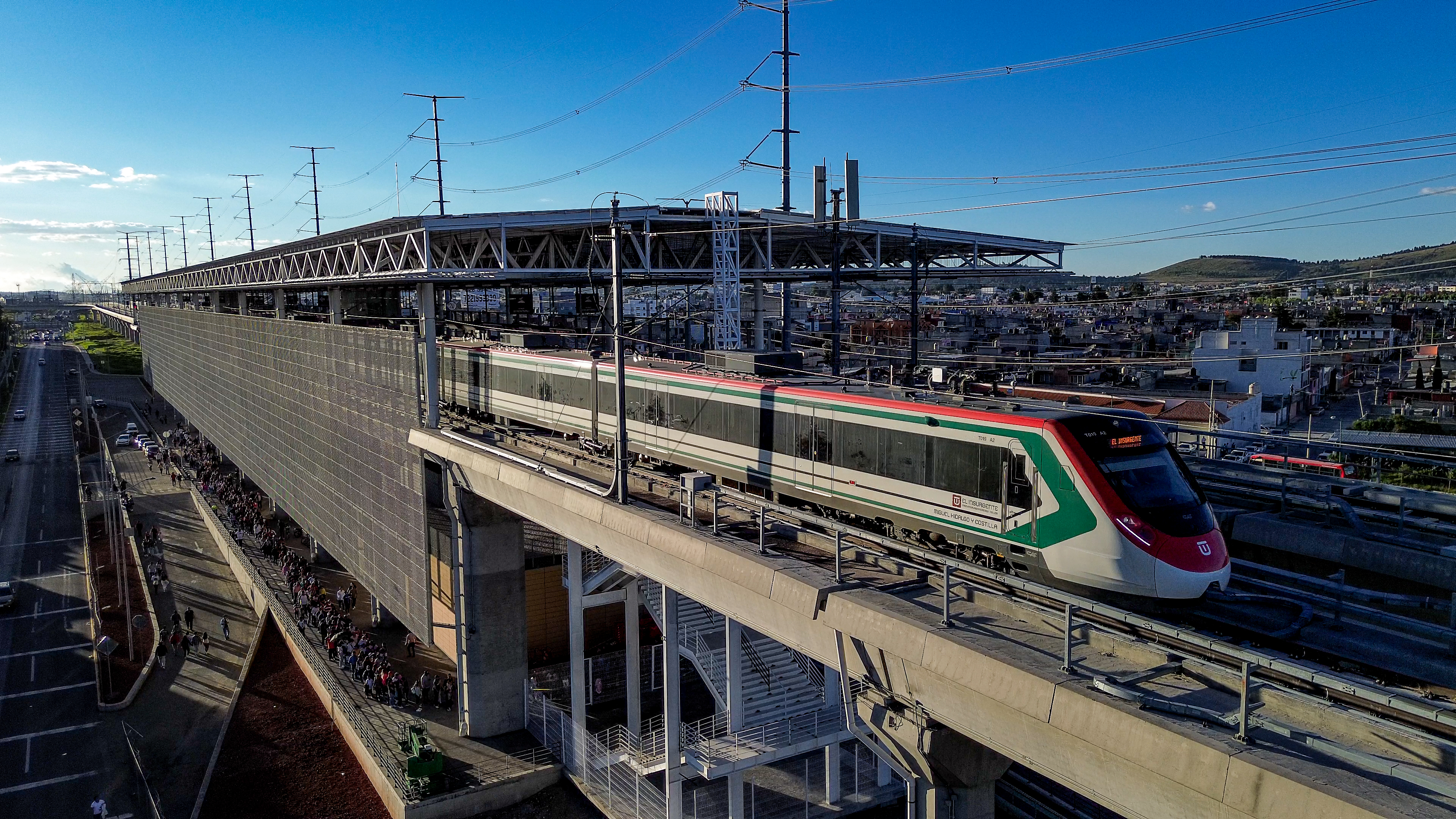
El Insurgente en estación Zinacantepec

El Insurgente, anteriormente llamado Tren Interurbano México-Toluca o Tren Interurbano Toluca-Valle de México, denominado inicialmente Tren Interurbano de Pasajeros Toluca-Valle de México, es un proyecto en construcción de ferrocarril de larga distancia y media velocidad que conectará a la Zona Metropolitana del Valle de Toluca con el oeste de la Zona Metropolitana del Valle de México.
Inicialmente fue anunciado el 1 de diciembre de 2012 por el presidente de México Enrique Peña Nieto como parte de varios proyectos de infraestructura de tipo ferrocarrilero en el país. El 7 de julio de 2014 se dio el inicio formal de la obra. Según el programa original presentado en 2014, el proyecto estaba presentado para que se concluyera antes de 2017, sin embargo, se retrasó indefinidamente.
El proyecto fue retomado por el presidente Andrés Manuel López Obrador y fue inaugurado el 15 de septiembre de 2023, en su primer tramo: Zinacantepec-Lerma, con cuatro trenes en un inicio.

## Tren Maya
El Tren Maya fue un proyecto del gobierno federal de una línea ferroviaria de México para el transporte de pasajeros a través de la Península de Yucatán como parte de la expansión de la red nacional ferroviaria. Dicha obra de infraestructura se inició en diciembre de 2018, previamente anunciada por Andrés Manuel López Obrador sigue en  campaña a la presidencia de México. Es un tren regional para locales y turistas, también planeado como carga.

Logo del Tren Maya.

Se inauguró el tramo Campeche-Cancún el 15 de diciembre de 2023.
Presentado a los gobernadores del sureste mexicano, el 10 de septiembre de 2018, ofrece servicio de: transporte masivo y transporte turístico, y  se planea transporte de mercancías.

## Tren Interoceánico
La Línea Z del Tren Interoceánico del Istmo de Tehuantepec, es un ferrocarril propiedad del gobierno mexicano que cruza el Istmo de Tehuantepec entre Coatzacoalcos, Veracruz, y Salina Cruz, Oaxaca. Es una línea de las tres que conforman el sistema del Tren Interoceánico.
La Secretaría de Comunicaciones y Transportes (SCT) inscribió en la Cartera de Proyectos de Inversión de la Secretaría de Hacienda y Crédito Público (SHCP) el proyecto para realizar Estudios de Preinversión para el Tren de Pasajeros del Istmo de Tehuantepec.
A través de la Agencia Reguladora del Transporte Ferroviario (ARTF), se solicitaron 24 millones de pesos para la Elaboración de Estudios de Preinversión que permitan determinar la factibilidad de implementar un servicio ferroviario de pasajeros en modalidad de tren interurbano o regional que vaya de Coatzacoalcos a Salina Cruz.
De enero a octubre de 2021 se hicieron los estudios pertinentes para construir el tren con una longitud de 317 km, cruza 788 localidades y 29 municipios de dos entidades (Oaxaca y Veracruz)

## Rutas de metros y trenes ligeros

### Metro de la Ciudad de México

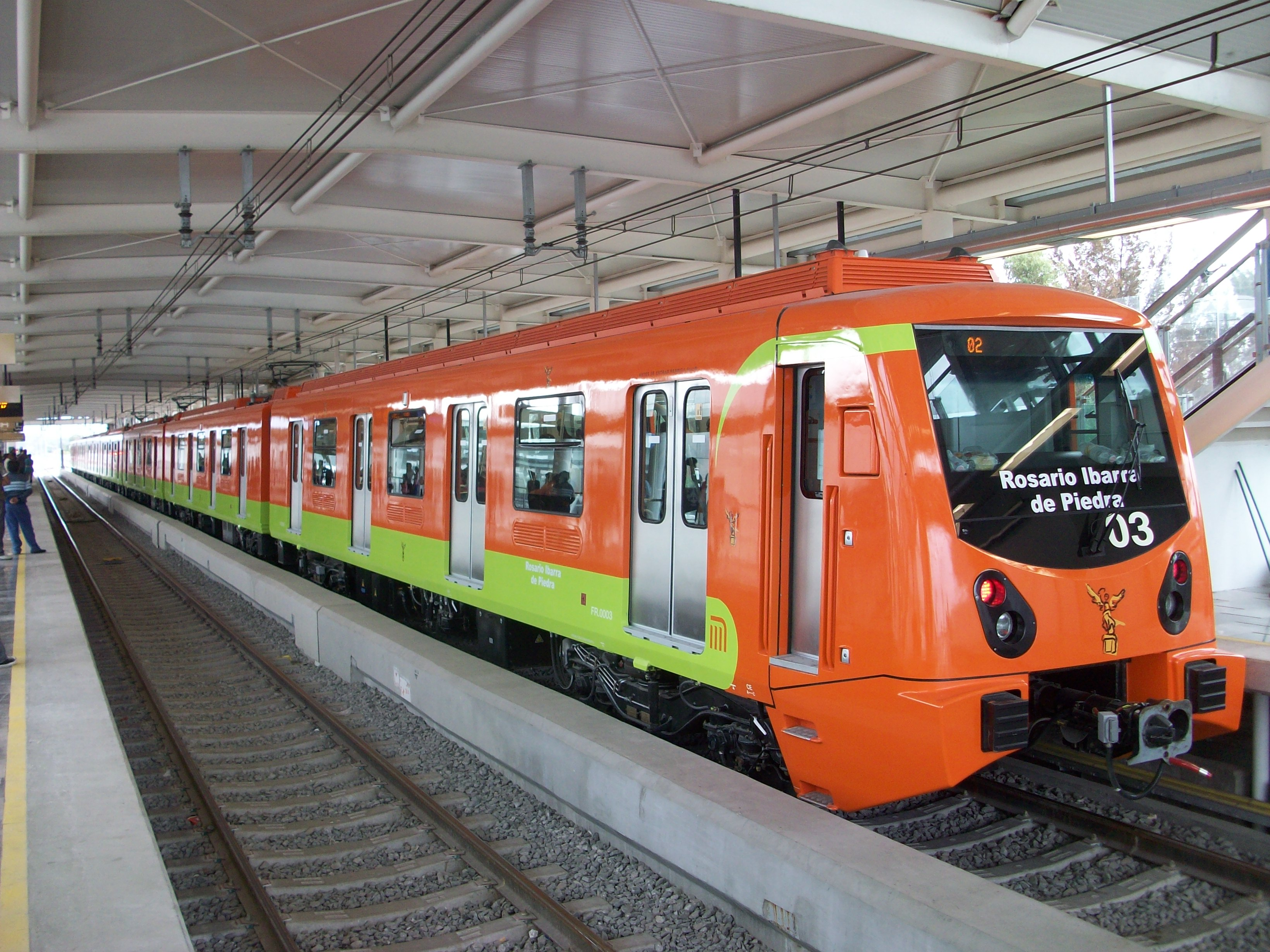
Un FE-10 en la Línea 12 del Metro de la Ciudad de México.

El Metro de la Ciudad de México es un sistema de transporte público tipo tren metropolitano que sirve a extensas áreas de la Ciudad de México. Su operación y explotación está a cargo del organismo público descentralizado denominado Sistema de Transporte Colectivo (STC), y su construcción, a cargo de la Secretaría de Obras y Servicios de la Ciudad de México (antes Secretaría de Obras y Servicios del Distrito Federal). Hasta el 12 de agosto de 2013 su construcción fue gestionada por el denominado Proyecto Metro del Distrito Federal, un organismo desconcentrado de la citada secretaría. Se conoce coloquialmente como Metro, por la contracción del término tren metropolitano.

### Metrorrey

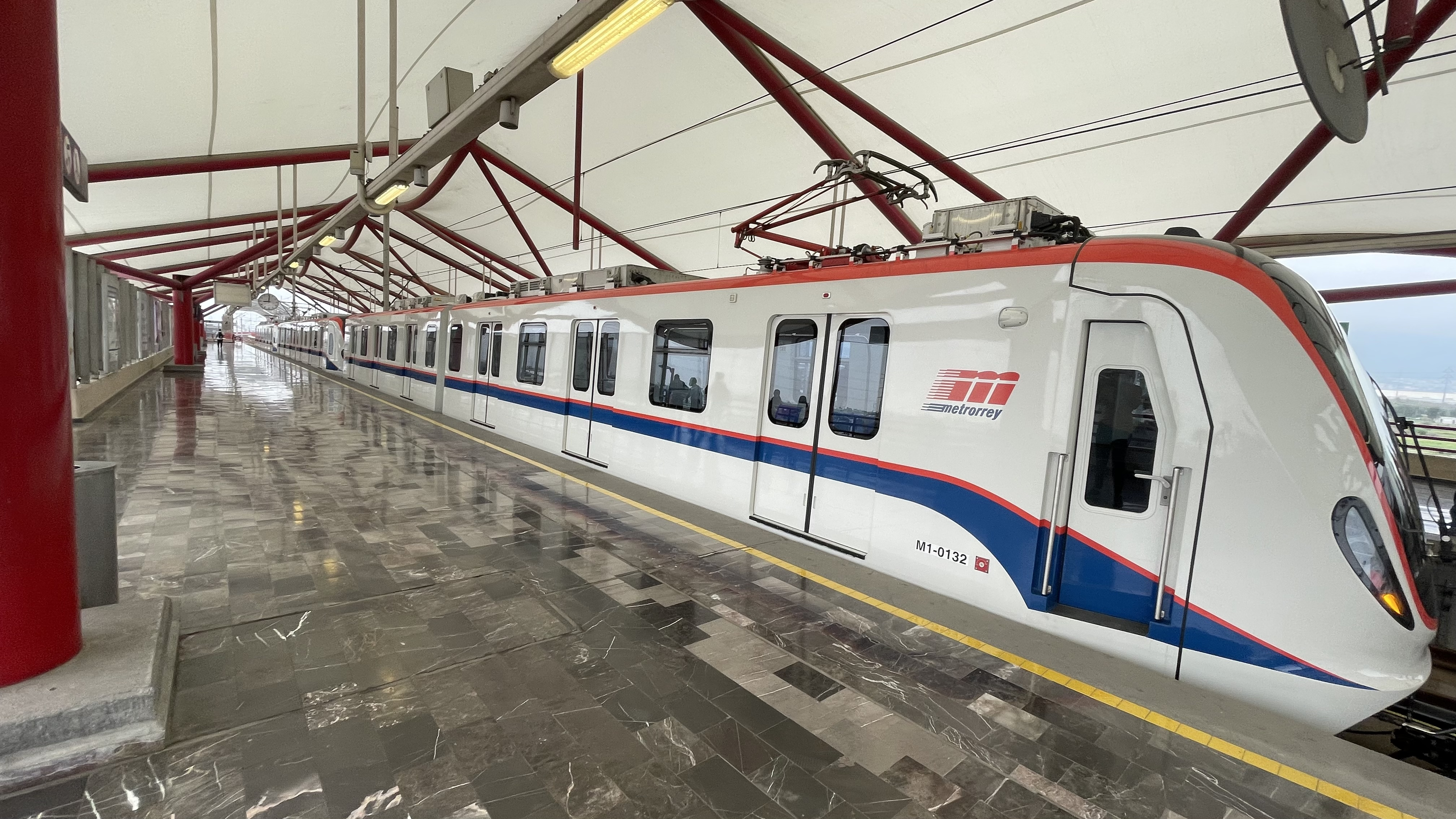
Tren MM-20 arribando a la estación terminal sendero.

Metrorrey, conocido oficialmente como Sistema de Transporte Colectivo Metrorrey y coloquialmente como Metro, es un sistema de metro ligero  eléctrico presente en la ciudad de Monterrey, en el estado de Nuevo León, México. Cruza de oriente a poniente la ciudad de Monterrey, así como parte del municipio de Guadalupe. De norte a sur une actualmente al municipio de Escobedo (donde se sitúa la estación terminal Sendero) con la Macroplaza (donde se sitúa la estación Zaragoza) en el municipio de Monterrey. Así como de norte a sur une el municipio de San Nicolás de los Garza (donde se sitúa la estación terminal Hospital Metropolitano) con la Macroplaza en el municipio de Monterrey. El crecimiento del sistema fue detenido por poco más de 11 años. Fue hasta mediados del año 2005 que se inició la construcción de la segunda etapa de la línea 2. Así como la construcción de la línea 3 que fue retrasada más de 5 años hasta su inauguración el 27 de febrero de 2021.

### Sistema de Tren Eléctrico Urbano

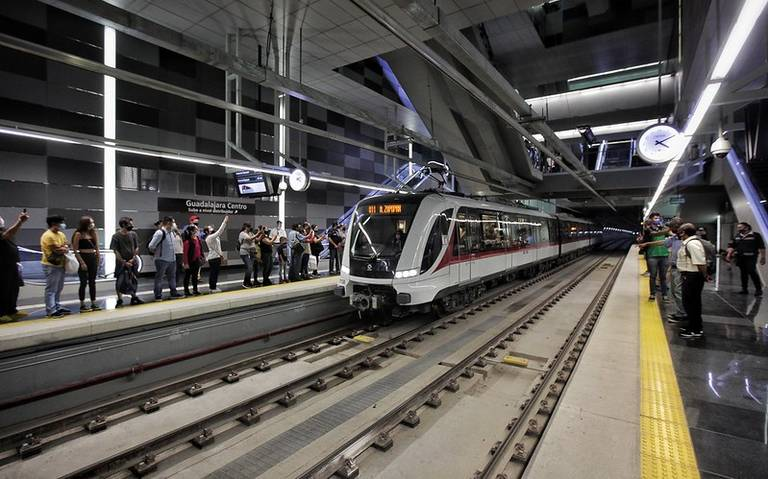
Tren Barcelona Metro 9000 series en la estación Guadalajara Centro de la Línea 3 de Guadalajara.

El Sistema de Tren Eléctrico Urbano (abreviado a SITEUR), también denominado Mi Tren y conocido coloquialmente como Tren Ligero o el Tren, es un sistema de ferrocarril metropolitano que presta servicio al área metropolitana de Guadalajara en Jalisco, México.

### Tren ligero de la Ciudad de México

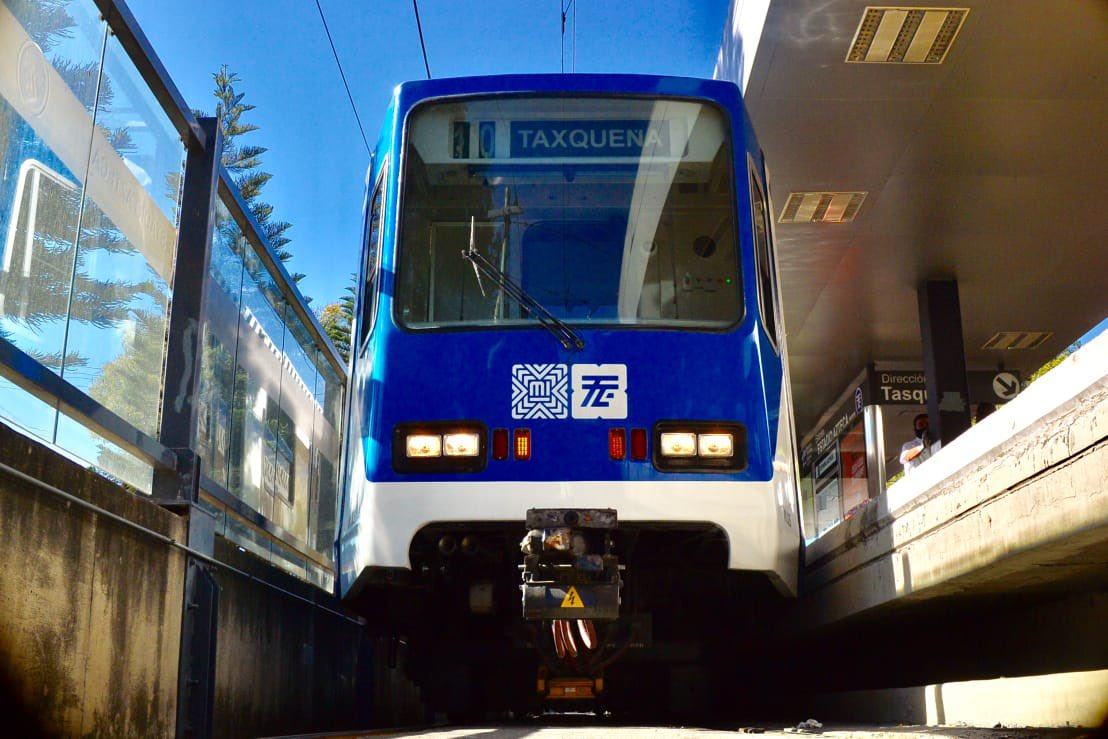
Tren Ligero modelo TE-95 con cromática de Movilidad Integrada.

El Tren Ligero de la Ciudad de México es una línea de tren ligero que presta servicio en el sur de la Ciudad de México. Es administrado por el organismo público descentralizado: Servicio de Transportes Eléctricos de la Ciudad de México.
Cuenta con una línea  de 13.04 kilómetros. Su parque vehicular está formado por trenes ligeros articulados de piso alto de rodadura férrea. Posee un total de 18 estaciones, de las cuales 16 son de paso y 2 terminales. Está construido de forma superficial.

## En construcción

### Ramal del Sistema 1 del Ferrocarril Suburbano de la Zona Metropolitana del Valle de México
El 19 de marzo de 2020, se anunció el proyecto de ampliación del tren suburbano que por medio de un ramal se comunicará el Aeropuerto Internacional Felipe Ángeles localizado en el municipio de Zumpango con la Ciudad de México.
El ramal en construcción comienza en la estación Lechería, contará con 24 kilómetros de longitud y tendrá cuatro estaciones intermedias: Cueyamil, Los Agaves, Nextlalpan y Xaltocan; así como la estación terminal en el aeropuerto.
Se espera que el ramal se inaugure en julio de 2025 y pasará por los municipios de Tultitlán, Tultepec, Nextlalpan y Zumpango.

### Línea 4 del Sistema de Tren Eléctrico Urbano
La Línea 4 del Tren Eléctrico Urbano de Guadalajara será la cuarta línea del Sistema de Tren Eléctrico Urbano. Tendrá 21,1 km de extensión e irá desde «Las Juntas» en Tlaquepaque, conectando con Mi Macro Calzada y Mi Macro Periférico, hasta la cabecera municipal de Tlajomulco.
Con la construcción de la obra se brindará servicio de alrededor de 106.000 viajes diarios, y costará 9.725 millones de pesos mexicanos.
El gobierno del estado dio por iniciadas las obras de la nueva línea en mayo de 2022 con un puente sobre las vías de ferrocarril en su cruce con Av. Adolf B. Horn Jr. La construcción de la infraestructura del tren no comenzaría sino hasta diciembre del mismo año.

### Tren Ciudad de México-Pachuca
El Tren Ciudad de México-Pachuca será un tren de pasajeros que conectará Ciudad de México con la ciudad de Pachuca, en Hidalgo, pasando por los estados de Hidalgo y México. El 22 de marzo de 2025 se dio banderazo de inicio de obras, se espera que el proyecto sea terminado el primer trimestre de 2027.

### Tren Ciudad de México-Querétaro
El Tren Ciudad de México-Querétaro será un tren de pasajeros que conectará la Ciudad de México con la ciudad de Santiago de Querétaro, en Querétaro, pasando por los estados de Hidalgo y México. El 27 de abril de 2025 se dio banderazo de inicio de obras, se espera que finalicen en octubre de 2027.
El tren en el tramo de Querétaro con dirección al norte se dividirá en dos ramales con destino a Nuevo Laredo y a Nogales.

### Tren Maya de Carga
el sistema del Tren Maya  (en maya yucateco: Tsíimin K’áak’ⓘ) de carga  sera una línea de ferrocarril que conecta el sureste de México que estara operada por la empresa pública Olmeca-Maya-Mexica. Se dio banderazo de obra por la presidenta Claudia Sheinbaum el 26 de abril de 2025, como parte de los planes nacionales de infraestructura ferroviaria del 2018 al 2050. 

## Propuestas y proyectos
En enero de 2022, la Secretaría de Comunicaciones y Transportes de México, aprobó una ampliación ferroviaria de 180 Kilómetros en el corredor Durango-Mazatlán. Con un costo estimado de 1.200 millones de dólares para reactivar y ampliar el corredor abandonado bajo una alianza público-privada con la empresa Caxxor Group, como parte del acuerdo USMCA.
López Obrador crea un decreto de reactivación de trenes de pasajeros de noviembre de 2023. Claudia Sheinbaum, la próxima presidenta de México, ha anunciado el plan y las rutas para desarrollar una red ferroviaria de pasajeros que cubrirá 3,000 kilómetros en dirección al norte del país.

### Ferrocarriles de pasajeros al norte
Se construirán más de 3,000 kilómetros de vías para pasajeros en México, divididos en cuatro fases:
- 2025 Fase 1: 786 km

- AIFA-Pachuca: 54 km (en construcción)
- México-Querétaro: 242 km (en construcción)
- Saltillo-Nuevo Laredo: 306 km
- Querétaro-Irapuato: 184 km
- 2026 Fase 2: 910 km

- Querétaro-San Luis Potosí: 263 km
- Mazatlán-Los Mochis: 441 km
- Irapuato-Guadalajara: 206 km
- 2027 Fase 3: 1,145 km

- Guaymas-Hermosillo: 135 km
- Guadalajara-Tepic: 204 km
- San Luis Potosí-Saltillo: 444 km
- Los Mochis-Guaymas: 362 km
- 2028 Fase 4: 552 km

- Tepic-Mazatlán: 275 km
- Hermosillo-Nogales: 277 km

### Gestión privada
Para el 15 de enero de 2024, la iniciativa privada había presentado cinco propuestas a la Secretaría de Infraestructura, Comunicaciones y Transporte. Particularmente los dos concesionarios mayoritarios; 
Grupo México a través de sus subsidiarias Ferromex y Ferrosur, así como 
Canadian Pacific Kansas City (CPKC).
Las rutas son:  
- Propuestas México-Querétaro,  
  - Propuesta sección Querétaro-San Luis Potosí; del Tren México–San Luis Potosí–Monterrey–Nuevo Laredo (Águila Azteca (tren)),
  - Propuestas Querétaro-León y León-Agascalientes del tren Buenavista-Tula-Querétaro-León-Aguascalientes (antes Tren México–Querétaro–León–Aguascalientes),
  - Propuesta León-Guadalajara del Tren México–Querétaro–Guadalajara–Tepic–Mazatlán–Nogales (El Tapatío y  El Costeño) y

### Gestión pública
Ante la ausencia  de propuestas privadas los segmentos y rutas restantes quedan bajo responsabilidad del gobierno. 
- Tren Manzanillo–Colima–Guadalajara–Irapuato,

- Tren Aguascalientes–Chihuahua–Ciudad Juárez.

- Tren regional México-Veracruz (antesTren México–Veracruz–Coatzacoalcos (Ferrocarril México-Veracruz)),

- Tren Interurbano AIFA–Pachuca-Tula (Ferrocarril de Hidalgo).

## Propuestas abandonadas

#### Tren Suburbano de Monterrey
El costo del proyecto será de 12 mil millones de pesos, la Fase 1, de la cual 3 mil millones provienen del gobierno Federal, vía Fonadin, otros 3 mil millones vía Banobras y 6 mil millones de parte de la Iniciativa Privada, bajo un esquema de Asociación Público Privada. Samuel García aclaró que en 2022 pretenden iniciar con los estudios técnicos del proyecto mismos que costarán hasta 500 millones de pesos.

#### Tren ligero de Campeche
La Secretaría de Infraestructura, Comunicaciones y Transportes (SICT) pidió 29.9 millones de pesos para realizar estudios de preinversión para la construcción de un tren ligero en Campeche.
La obra de poco más de 20 kilómetros está prevista como medio de transporte en la capital del estado, donde la movilidad se da realiza principalmente en automóvil particular, indicó la dependencia en un proyecto de inversión publicado en la Cartera de Inversión de la Secretaría de Hacienda.

#### Tren ligero de Morelia
El gobierno federal busca construir un tren ligero de pasajeros en Morelia, Michoacán utilizando la línea “N” de Kansas City Southern de México (KCSM), por lo que solicitó a la Secretaría de Hacienda y Crédito Público (SHCP) 30 millones de pesos para los estudios de preinversión.
De acuerdo a documentos del proyecto, la Secretaría de Infraestructura, Comunicaciones y Transportes (SICT) precisó que el corredor ferroviario mejorará la movilidad de la zona a través de sus 21 kilómetros y estará ubicado en la región III Cuitzeo.

#### Tren ligero de Xalapa
El Tren Ligero Urbano de la Región Capital, conocido coloquialmente como Tren ligero de Xalapa es un proyecto de un sistema de transporte colectivo ferroviario metropolitano que busca mejorar la movilidad de la zona metropolitana de Xalapa, la región capital del estado de Veracruz de Ignacio de la Llave, organizado por la Secretaría de Infraestructura, Comunicaciones y Transportes, Agencia Reguladora del Transporte Ferroviario y el Gobierno del Estado y comenzando los estudios del proyecto desde octubre de 2019. Sería construido sobre una vías de tren ya existentes y que atraviesan la ciudad.

### Proyectos cancelados

Propuesta de ruta del proyecto (actualizado).

#### Tren de Alta Velocidad Ciudad de México-Santiago de Querétaro
El llamado oficialmente Tren de Alta Velocidad Ciudad de México-Santiago de Querétaro fue un proyecto de construcción de un tren de alta velocidad que conectaría la capital del estado de Querétaro con la Ciudad de México. El proyecto consiste en la construcción de una línea de tren de alta velocidad de doble vía con una longitud aproximada de 210 km, dos terminales (Querétaro y Buenavista) y tres talleres de mantenimiento.
El proyecto inicial consideraba compartir el derecho de vía con el Tren Suburbano entre las estaciones Buenavista y Cuautitlán, además del derecho de vía de las vías Juárez y Morelos, que están concesionadas a Kansas City Southern de México. La preconvocatoria a la licitación pública internacional fue publicada el 15 de agosto de 2014.

#### Tren del Bajío
La empresa mexicana TMSourcing, a través de su fideicomiso ferroviario, presentó el proyecto Tren del Bajío —el cual unirá a la Ciudad de México, el Estado de México, Querétaro y León— ante la Secretaría de Infraestructura, Comunicaciones y Transportes (SICT). La ruta ferroviaria contempla 12 estaciones donde se espera que más de 40 mil usuarios diarios se puedan trasladar desde CDMX pasando por Querétaro y hasta Guanajuato, además de conexiones con el Aeropuerto Internacional Felipe Ángeles y el Tren Suburbano, esto en los 416 km con derecho de vía existentes.

#### Tren Huasteco
Con este tren se espera que detone la economía en muchos pueblos que aún tienen estaciones como Tamasopo, Cárdenas, Cerritos, Ciudad Valles, Tamuín, Ébano, entre otros, incluyendo también a los municipio del sur de Tamaulipas, que resalten los nueve túneles centenarios desde 1887, entre otros atractivos.

#### Tren Interurbano Tijuana-Tecate
En la primera etapa, se prevén siete estaciones y dos terminales que beneficiarán a un mínimo de 30,000 pasajeros diarios, aumentando su calidad de vida y reduciendo los costos de transporte para usuarios y los viajes en automóvil, al tiempo que se atraerán otras inversiones en servicios aledaños a las estaciones como estacionamientos públicos y comercios.

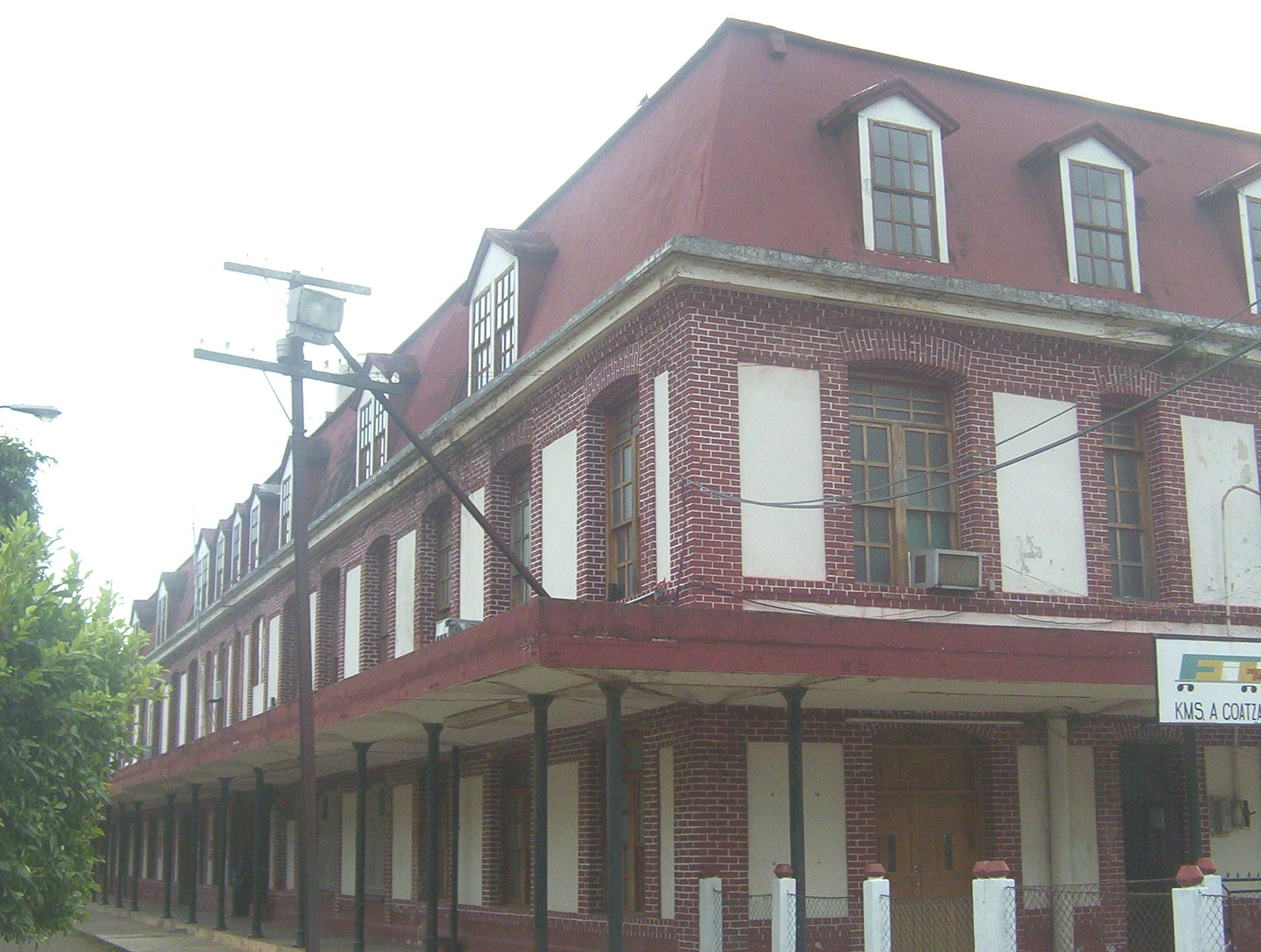
La estación de ferrocarril, el edificio más emblemático de Matías Romero.

#### Tren Transpeninsular de Tijuana a Los Cabos
El 9 de enero de 2023 la SICT, aprobó el proyecto del tren transpeninsular que irá desde Tijuana, Baja California, hasta Los Cabos, Baja California Sur, el cual recorrerá aproximadamente 1700 kilómetros pasando por 11 estaciones. Dicho proyecto será construido de manera conjunta con la iniciativa privada, se estima su conclusión en 2029.

## Museos

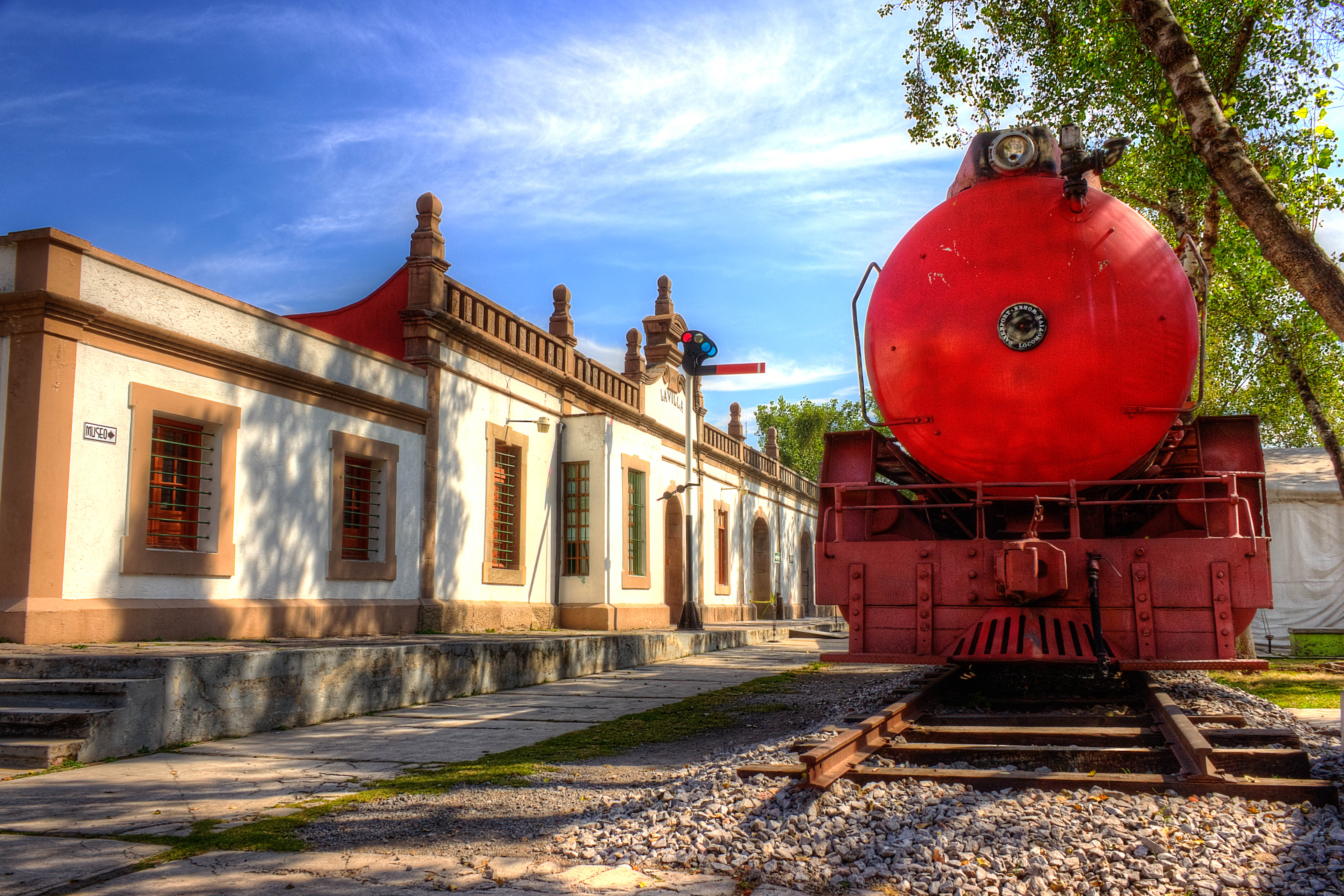
El Museo de los Ferrocarrileros se encuentra localizado al el norte de la Ciudad de México

Hay varios museos ferroviarios en México, entre ellos: el Museo del Ferrocarril en San Luis Potosí, el Museo de la Antigua Estación Ferroviaria en Aguascalientes, Aguascalientes; una de la antigua estación del Ferrocarril Interoceánico de México en Cuautla, Morelos, que funciona como museo; el Museo de la Antigua Estación del Ferrocarril en Iguala Guerrero, que además del museo ferroviario, se ubica el Museo del Telégrafo; el Museo de las Ferrocarriles en Yucatán está en Mérida, Yucatán; el Museo Nacional del Ferrocarril en Puebla, Puebla y el Museo del Ferrocarril de Torreón en Torreón.

## Enlaces ferroviarios con los países limítrofes
- EE. UU. .- Sí - mismo ancho de 1435 mm
- Guatemala .- Sí - cambio de ancho 1435mm/914mm (reconstruida como Ancho de Vía estándar en 2019)[79]

## Controversias
Tras la privatización iniciada entre 1995 y 1997, se denunciaron anomalías en el proceso de liquidación a los trabajadores de Ferronales por parte de exfuncionarios de la extinta paraestatal. Dicho ilícito se habría cometido entre 2003 y 2005 cuando los servidores públicos convocaron a licitaciones para vender chatarra obsoleta e inservible, aunque no entregaron el material, lo cual generó un adeudo de unos 10.3 millones de pesos con las empresas adjudicadas.
"Para saldar la deuda, se vendieron más de 52 mil toneladas de vías férreas, rieles, durmientes, clavos y planchuelas propiedad de la Federación con un valor superior a mil 800 millones de pesos. Dicha cantidad de material equivale a tres veces la red del Metro de la ciudad de México o siete veces el acero de la Torre Eiffel. También se entregaron a las cuatro empresas 590 kilómetros de vías férreas útiles que lejos de ser chatarra es acero de alta calidad. Los cinco tramos de vías entregados ilegalmente estaban instalados en Durango, Michoacán, Jalisco, Chihuahua y Puebla" (JOA)
Los funcionarios involucrados son el delegado fiduciario especial de Banobras y encargado de la liquidación, Enrique Alejandro Rivas; el subdirector general jurídico, Efrén Alejandro del Pozo; el subgerente de servicios especiales, Antonio Paredes; el jefe de área de la subdirección general jurídica, Saúl Román Tiburcio y el jefe de área "C" de la subgerencia de servicios especiales, Pedro Rodolfo Muriel.